# Alismatidae
Alismatidae е подклас едносемеделни растения, използван в някои класификации, но не и в системата APG II. В класификацията на Кронкуист подкласът включва четири разреда:
- Alismatales – в APG II е пряк наследник на клас Liliopsida
- Hydrocharitales – в APG II е част от разред Alismatales
- Najadales – в APG II е част от разред Alismatales
- Triuridales – в APG II е разделен: една част е включена в разред Pandanales, а семейство Petrosaviaceae е пряк наследник на клас Liliopsida